# Commune de Besançon
Communes insurrectionnelles en France en 1870-1871
La Commune de Besançon est un projet révolutionnaire conçu et développé en 1871, visant à la proclamation d'un pouvoir autonome local notamment basé sur les modèles lyonnais et parisien. Il prend forme avec les bouleversements sociologiques qui métamorphosent la cité, et par l’émergence de syndicats dont une section de l'AIT proche des jurassiens. La guerre franco-allemande, la chute du Second Empire, et l'avènement de la Troisième République précipitent les événements. Alors que de nombreux notables témoignent d'un contexte insurrectionnel et que des soutiens armés venus de Suisse s'organisent, les correspondances laissées entre autres par James Guillaume et Mikhaïl Bakounine font état d'un déclenchement espéré entre fin mai et début juin 1871. Cependant avec le début de la Semaine sanglante le 21 mai et la poursuite d'une campagne intérieure jusqu'au 7 juin, toute tentative comtoise se voit sérieusement compromise. Malgré l'espoir d'un sursaut les semaines et mois suivant l'idée d'une insurrection est définitivement abandonnée, confortée par l'extinction des groupes et activités a posteriori qualifiés d'anarchistes à partir de 1875.

## Contexte et prémices

### Une transformation ouvrière
Au XIXe siècle, Besançon est une terre ecclésiastique, militaire, et viticole, qui connaît de profondes mutations sociales et économiques. Depuis le Concile de Trente le siège métropolitain est considéré par l'Église comme un bastion du catholicisme et de l'ultramontanisme, s'ouvrant aux idées républicaines dans la conflictualité dès la fin de l'Ancien Régime,. La foi, les traditions, et l’exercice du culte, y sont alors analysés comme très prégnants par mis les habitants et dans le déroulement leur vie quotidienne,, malgré une progression de l'anticléricalisme. Importante ville de garnison depuis le Traité de Nimègue, la place fortifiée compte également plus de 4 500 soldats permanents à la veille de la Campagne de France. Les hostilités et affrontements avec la Prusse renforcent sa position stratégique, celle-ci voyant la formation d'un total de dix unités intramuros. Secteur prépondérant de l'activité civile, le vignoble local connaît enfin son essor à partir du XVIe siècle en représentant jusqu'à 25 900 hectares de plantations au Premier Empire. Mais ravagé par le mildiou et le phylloxéra à partir des années 1820, il décline et s’effondre en quelques décennies,,,. La capitale comtoise fait dès lors face à un ralentissement de sa croissance économique, suivie d'une période de stagnation.

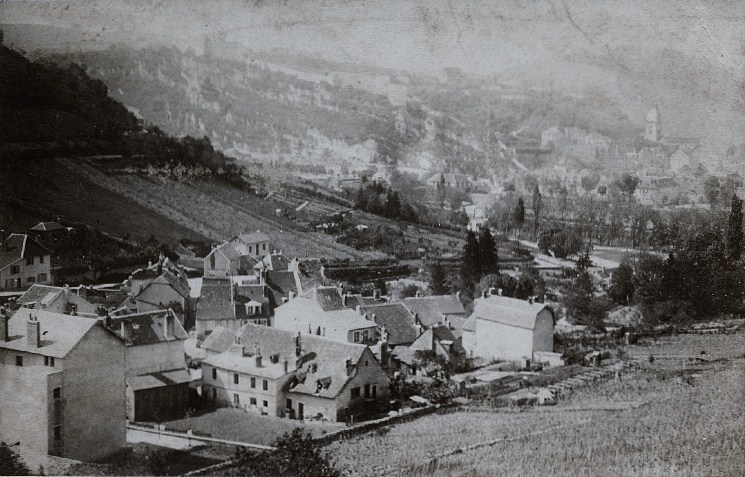
Le quartier de Bregille, dernier secteur intra-muros à activité viticole — années 1870.

Mais la Révolution industrielle et le développement du chemin de fer bouleversent la sociologie de la cité,. Le pôle manufacturier horloger fondé à la fin du XVIIIe siècle fait ainsi rapidement émerger une nouvelle classe de travailleurs. Besançon compte pour 90 % de la production horlogère française en 1880, avec environ 5 000 ouvriers spécialisés dans ce secteur et pas moins de 10 000 ouvrières y travaillant « à temps perdu »,,. Avec les autres fabriques et métiers, la population ouvrière stricto-sensu est estimée à près de la moitié des bisontins. Entre la fin des années 1840 et le début des années 1890, une crise oppose l'avancée d'une mécanisation et ces gens de métier constituant « la technique professionnelle de l'artisan et la conscience de classe du prolétaire »,. La cité double sa population entre 1793 et 1872 passant de 25 328 à 49 401 habitants,, alors que l'urbanisme est également reconsidéré en fonction de ces nouvelles spécificités,. Politiquement lors du Second Empire, les représentants officiels du Gouvernement Charles de Montalembert et Pierre-Célestin Latour-Dumoulin sont élus parlementaires avec succès ; de 1816 à 1870, les sept maires sont successivement légitimistes, orléanistes, et bonapartistes.

### L'esquisse de syndicats

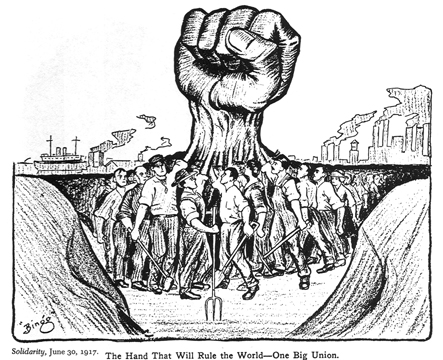
L'organisation est la force des travailleurs, allégorie de l'IWW — dessin de Ralph Chaplin, 1917.

Les premiers regroupements de travailleurs se forment avec l'avènement de la Deuxième République, mais sont considérablement freinés par le coup d'État du 2 décembre 1851 et ses suites. Le procureur général de Besançon souligne toutefois dès 1852 que les ouvriers-horlogers « persistaient dans les idées anarchistes » rappelant leur inconduite lors du passage de Napoléon III en 1850 et les relations avec leurs homologues du Locle et de La Chaux-de-Fonds qui étaient « déjà d'ardents propagandistes révolutionnaires »,. Le genevois Laurent Mégevand (1754-1814) était d'ailleurs connu pour avoir quitté la Suisse à cause de ses activités politiques, mais impulsant ainsi en 1793 le tissu industriel horloger de Besançon,. Une véritable organisation d'imprimeurs est entrevue en 1861 et enfin fondée le 1er janvier 1862 sous le nom de typographie bisontine, comptant en mars 1869 quelque 75 adhérents dont 17 membres honoraires,.
Une assemblée générale interprofessionnelle se tient en janvier ou février 1866, où on mentionne un total de plus de 1 300 syndiqués dans la ville. Plusieurs autres sociétés de secours mutuels vont se constituer en 1869-1870 : les cordonniers (88 membres), les monteurs de boîtes d'horlogerie (340 membres), les tailleurs de pierre et maçons (59 membres), les graveurs et guillocheurs d'horlogerie (92 membres), ou encore les jardiniers,. Les groupes et conflits se multiplient à l'image de la création d'une coopérative de tailleurs de pierre, commentée par le commissaire de police Tamaru dans un rapport détaillé qu'il lance le 16 juillet 1871 : « si le bureau est entièrement composé d'hommes de bonne foi, derrière étaient les agents de l'Internationale qui avaient préparé le projet et en surveillaient l’exécution », ; ou d'une grève des typographes en décembre 1866 cassée par l'envoi de l'armée. En Suisse l'AIT note le 30 avril 1870 : « Besançon compte plusieurs sociétés ouvrières qui sont en relation avec La Chaux-de-Fonds, et que le Comité Fédéral romand réussirait sans doute à gagner à l'Internationale »,.

## Un environnement favorable

### L'AIT de Besançon en fer de lance

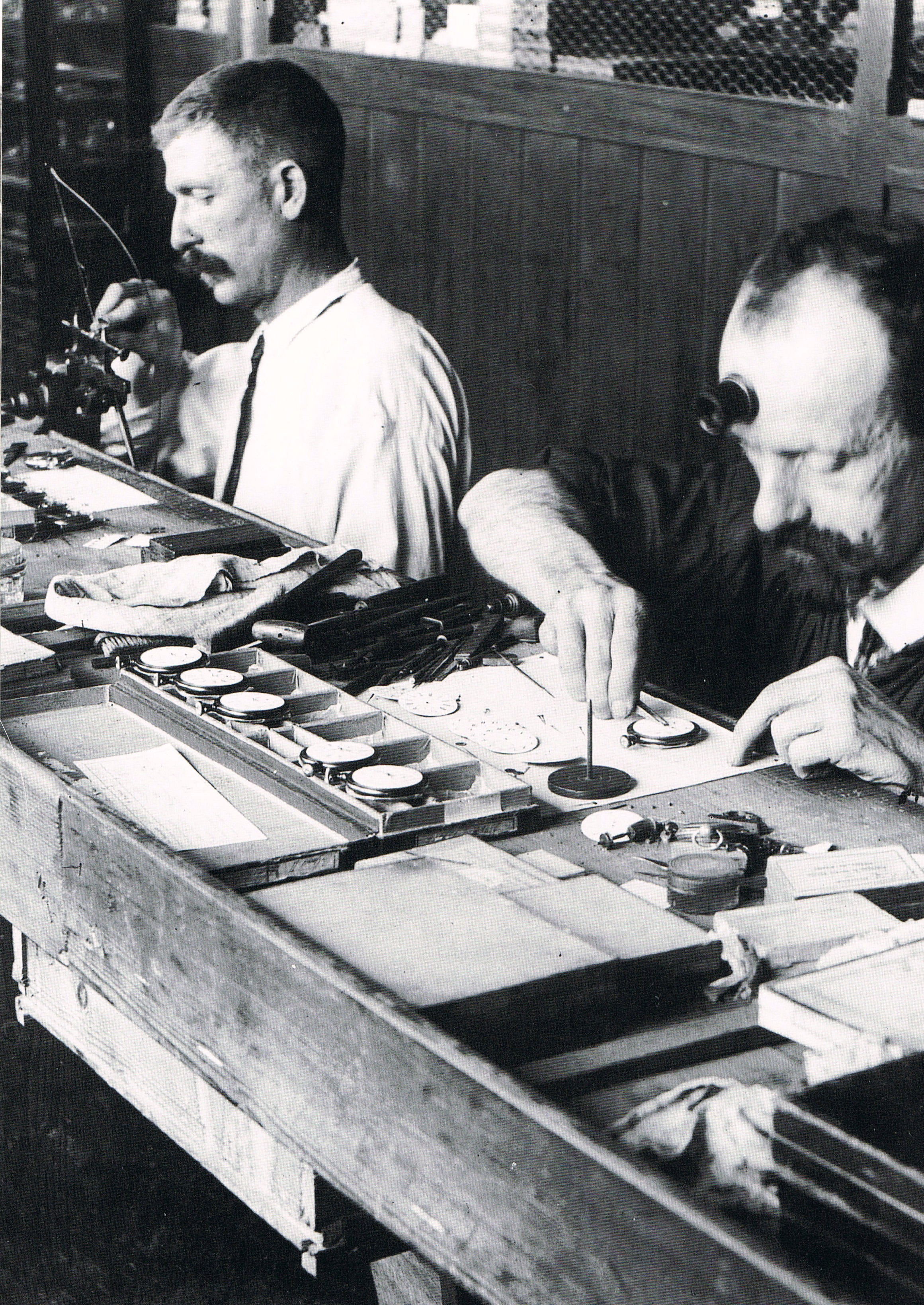
Ouvriers bisontins, posant les cadrans et aiguilles d'une montre — début du XXe siècle.

Fondée le 28 septembre 1864, l'Association internationale des travailleurs suscite l’intérêt du prolétariat français mais se diffuse lentement dans le pays,. Le procureur général de Besançon précise ainsi le 18 octobre 1868 : « les déclarations antisociales du congrès de Bruxelles [en septembre 1868] avaient eu ici peu de retentissements, même dans les classes ouvrières. » Mais le 7 avril 1869, le courrier franc-comtois diffuse un appel du parti socialiste afin de poser le débat sur la place publique,. Il fera rapidement volte-face en se montrant hostile à l'internationale, demandant des restrictions au droit de coalition, et écrivant par exemple sur la fusillade d'Aubin : « les doctrines du congrès de Bâle [en septembre 1869] continuent de porter leurs fruits. L'émeute est devenue la raison du travailleur ; il ne veut plus entendre à rien : les théories de l'Association internationale l'ont infecté de leur poison ». Mais avec le journal républicain le Doubs à partir du 10 avril 1869, une opposition à l'Empire prend forme. Le succès est immédiat chez les horlogers, avec une place importante aux informations de l'AIT. Le graveur Séverin Robert prend contact avec des horlogers suisses dès 1867,, dont Fritz Heng à La Chaux-de-Fonds en octobre 1869,,,, et par la suite Émile Aubry à Rouen,,,,, ou encore Eugène Dupont à Londres,,,, afin de créer l'Association ouvrière des graveurs et guillocheurs de Besançon,,. Une réunion publique sur l'AIT est organisée le 13 mars 1870, et après plusieurs réponses de ses camarades Robert entreprend de donner un aspect légal en soumettant les statuts d'une société de prévoyance au Préfet Louis Véron de Farincourt,.
Le 21 février 1870 la chambre de commerce alors consultée conseille le rejet et dénonce : « une ligue contre les ouvriers des patrons travaillant en atelier ; ligue d'autant plus blâmable qu'elle aurait eu pour but de porter atteinte à la liberté du travail en exigeant de ceux qui devaient consentir à s'enrôler dans ses rangs l'obligation de refuser toute augmentation de la durée de la journée, ou toute condition de prix non-conforme à l'usage »,. Alors que ses démarches d'officialisation sont encore en suspens,, le 13 mars 1870 une section directement affiliée à l'AIT est lancée,,,,,,, sans l'aval des Autorités,,. Le préfet tente d'opposer un veto le 1er avril 1870, mais plusieurs dizaines d'adhérents sont déjà comptés, et d'importantes souscriptions réalisées en soutien des grévistes du Creusot,. Robert et neuf de ses camarades sont poursuivis,, le ministre de la Justice Émile Ollivier exigeant l'arrestation immédiate de tous membres de l'AIT auprès de l'ensemble des magistrats de France dont celui de Besançon afin de contenir toute éventuelle extention. Sur 130 à 140 associés, seuls les dix membres du bureau sont visés, dont Philandre Borel,, Joseph Chevrier,, Victor Julien,, Jean Mélin,, Léon Moreau,, Félix Ormancey,, François Petit-Jean,, Édouard Robillier,, et Émile Wys, ; ils sont ouvriers, qualifiés, jeunes, comtois et sans antécédents,. Au cours d'un procès tenu le 24 juin 1870, les différentes parties prennent place : Lambert, procureur impérial, Roger, président, Daclin et d'Orival, juges, Faivre, greffier, Cosmoy, avocat. Les prévenus reconnaissent appartenir à une organisation amorcée dès 1867 et sont respectivement condamnés à des amendes de 100 pour Robert et 25 francs pour les neuf autres,, au motif d'avoir fait partie d'une organisation non autorisée de plus de vingt personnes,,,,. La presse ne retranscrira pas une ligne de cette affaire, étant expressément écartée par la justice afin de ne pas nourrir le mouvement naissant,. Malgré une peine jugée clémente la formation est sévèrement touchée, mais ses membres continuent les activités souterraines et le dialogue notamment avec la Suisse,.

### Le détonateur franco-allemand

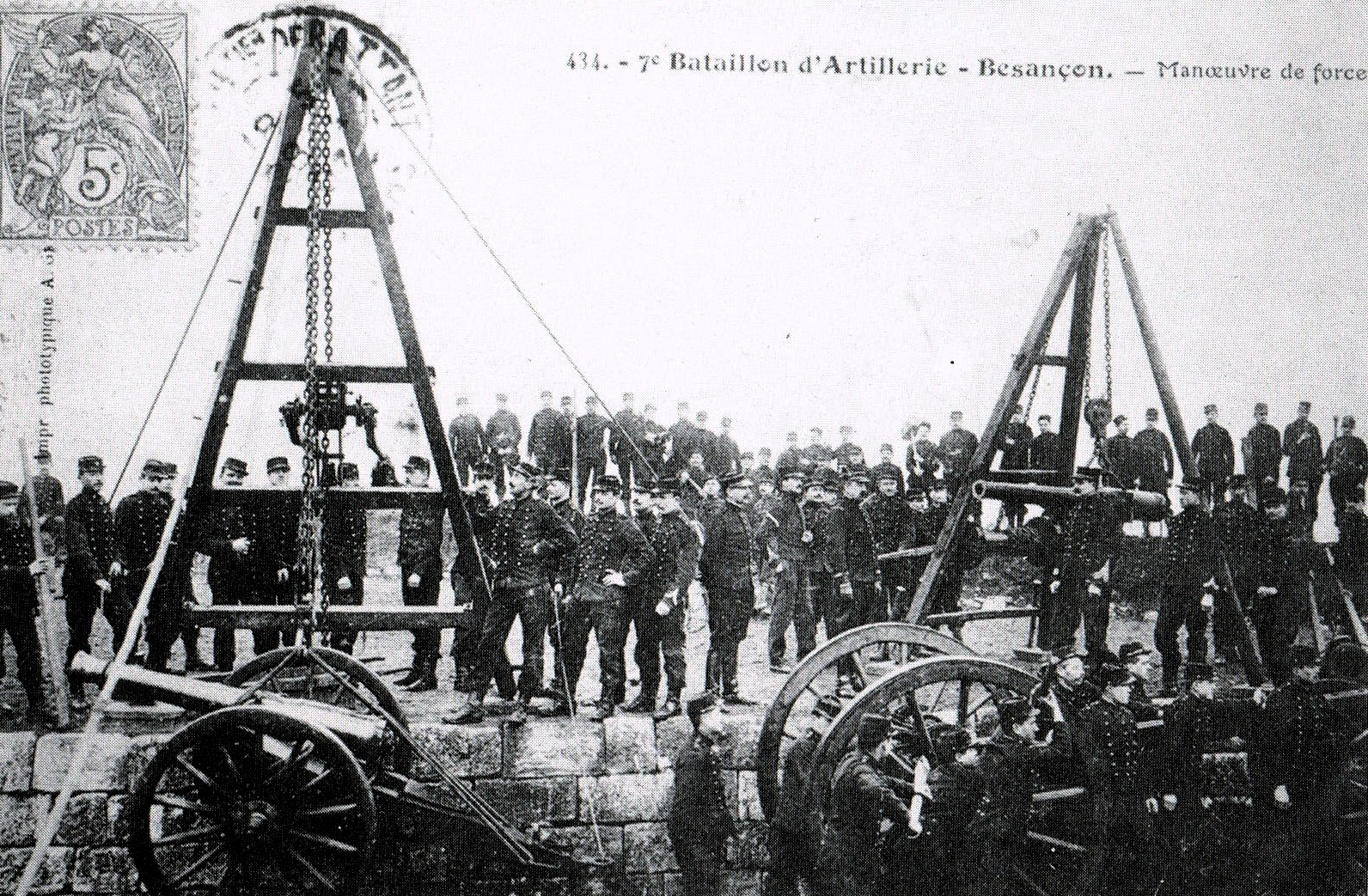
Aperçu du 7e bataillon d'artillerie à pied de Besançon — carte postale, entre 1884 et 1910.

C'est en parallèle de la guerre franco-prussienne de 1870 et de la chute du Second Empire que les événements insurrectionnels vont émerger en France, dont à Besançon où les premières conséquences sont politiques. À l'issue de la proclamation de la République le maire bonapartiste Léon Proudhon réélu le 7 août 1870 annonce l'abandon de ses fonctions, dès lors reprises par le modéré Louis-Joseph Fernier à l'issue d'un nouveau scrutin le 4 septembre 1870. Après des atermoiements, il devient à nouveau premier magistrat aux échéances de mai confirmées par l'arrêté ministériel du 18 mai 1871,,,. Quant au préfet Louis Véron de Farincourt il est remplacé après sa démission le 4 septembre 1870 par l'ex-parlementaire et ancien Fouriériste Édouard Ordinaire le 4 septembre 1870, ce dernier ayant été battu par Fernier qui lui succède donc comme député-maire en 1871. Mais Ordinaire quitte aussi son poste le 20 janvier 1871, face aux enjeux militaires, sous la pression de la population et de Léon Gambetta,, à la faveur de François Regnault qui prend la suite le 28 janvier 1871,.
La possibilité d'un siège étant envisagée par le conseil municipal, début mars celui-ci rassemble des vivres et émet pour 100 000 francs de bons de caisse,,,,. Les républicains tentent aussi de dresser une « forteresse radicale », plusieurs réunions publiques étant organisées avec le rédacteur du journal le Doubs Jules Gros. Le média, fondé en 1869, très critique à l'égard de l'Empire, connaît d'autres responsables et contributeurs engagés, tels Ordinaire, Beauquier, ou encore Fanart. Le 6 avril 1871, le conseil municipal républicain vote une adresse au Président du conseil Jules Dufaure qui conclut : « Le Conseil municipal proteste contre l’insurrection qui vient d'éclater et donne en même temps au gouvernement l'assurance de son dévouement le plus absolu »,. Partiellement désavoué par les électeurs, le vote du 30 avril suivant consacre une assemblée plus avancée. Une Ligue républicaine de l'Est est fondée par M.E. Boursin le 3 octobre suivant, avec l'appui du désormais préfet Ordinaire ; d'inspiration patriotique, la formation s'avère néanmoins directement contrôlée par des membres de l'AIT. L'entrée de Giuseppe Garibaldi et ses troupes le 14 octobre 1870 ravive les antagonismes en particulier l'anticléricalisme, l'arrestation de curés et l'expulsion des jésuites de Dole laissant craindre « une guerre civile imminente entre blancs et rouges »,,. Alors que la situation militaire reste précaire, la chute de l'empire permet d'entrevoir la possibilité d'une fronde de grande ampleur par les Suisses ; dès le 5 septembre 1870, James Guillaume envisage clairement de prendre les armes pour soutenir les insurgés français,. Mais après l'échec de la Commune de Lyon le 26 septembre, c'est l’amertume qui domine face aux ratés, divergences, et diverses répressions. Le Doubs est momentanément stoppé le 21 septembre et la Réforme interrompue par les offensives fédérales, privant leurs partisans des analyses et informations socialistes.

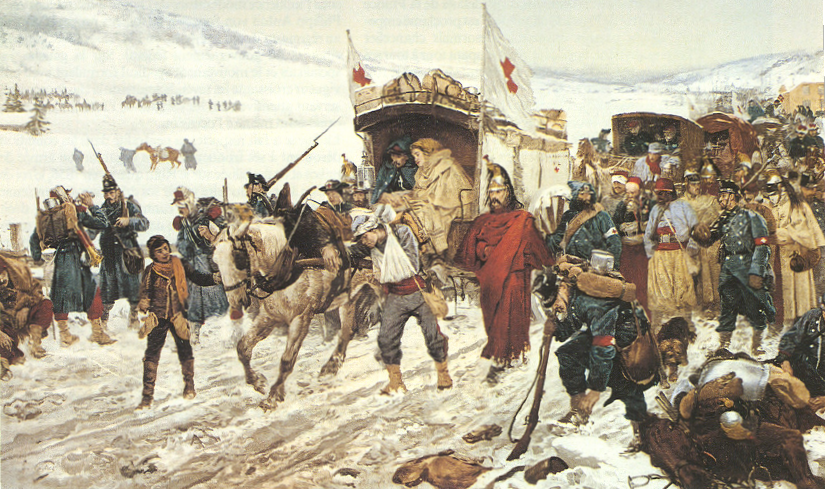
La retraite de Bourbaki et de l'Armée de l'Est, épisode notable de la guerre en Franche-Comté — peinture d'Édouard Castres, 1881.

L'avancée des troupes ennemies marque la nomination du général Henri-Marius Rolland le 3 novembre 1870, qui prend la tête du 7e régiment d'artillerie,. La débâcle du général Charles Denis Bourbaki à partir du 18 janvier est un des événements majeur de la guerre, refluant avec ses troupes en Franche-Comté puis en Suisse,. La défense de la place fortifiée de Besançon jusqu'à l'armistice du 13 février 1871 sera assurée dans le dénuement mais sans difficultés, bombardements et occupation épargnant la cité,,. L'activité économique est néanmoins touchée en plein cœur, avec un effondrement de la production entre juillet et décembre 1870. Rolland est salué par la municipalité et plus de 10 000 spectateurs, laissant le commandement au général Rebillard à partir du 22 mars 1871. Alors que Lyon et Marseille se révoltent dès septembre et octobre 1870, la capitale comtoise s'imprègne aussi de ce climat ravivé par les soulèvements de janvier et de mars à Paris. Le 27 mars, Besançon et Montbéliard sont déjà citées à l'instar de Lyon, Marseille, Toulouse et Draguignan, comme partie prenante du processus révolutionnaire,. Mais les républicains modérés, parmi lesquels le maire Louis-Joseph Fernier et le député Albert Grévy, pesèrent de tout leur poids afin de contrôler la situation puis de se distancer des Communards. Le préfet François Regnault ne fut pas en reste, mais quitte son poste le 16 avril 1871 au profit du baron Paul William Philip de Cardon de Sandrans,.

## Organisation d'une Commune

### L'avancée des idées subversives

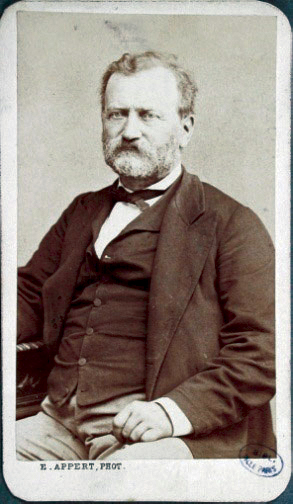
Édouard Ordinaire, haut-fonctionnaire et républicain — photographie d'Eugène Appert, 1869.

La montée des aspirations insurrectionnelles accompagne un mouvement politique et social de fonds. Les années 1869 à 1871 voient ainsi le renforcement des républicains : les législatives de 1869 permettent l'élection d'Édouard Ordinaire,,, le plébiscite du 8 mai 1870 s'avère très contesté dans le Doubs et la Franche-Comté, les législatives de 1871 voient l'entrée d'Albert Grévy au parlement, les municipales de 1871 confirment Fernier et légitiment largement Séverin Robert qui récolte 1 361 voix soit 27,7% des suffrages exprimés,,,,, les cantonales de 1871 consacrent encore Charles Beauquier et Gustave Oudet. La victoire d'Ordinaire est célébrée par des milliers de bisontins qui défilent de Battant à la Préfecture du Doubs avant d'être dispersés par la troupe,,,, alors que la proclamation de la République le 4 septembre 1870 fait naître des manifestations populaires spontanées rassemblant jusqu'à 5 000 personnes dans la vieille ville,. Le « Manifeste de L’internationale aux travailleurs de tous les pays » avait par ailleurs été diffusé par le Doubs le 23 juillet 1870, incitant à la solidarité de classe contre la guerre et la bourgeoisie. Plusieurs voiries sont également rebaptisées, comme le quai Napoléon qui devient quai de Strasbourg ou la place Saint-Pierre qui devient la place du 4-Septembre. Pendant que l'AIT se déchire, c'est auprès de la tendance jurassienne que Besançon élabore sa pensée et sa stratégie,,,,. Alors que Robert est un temps recherché par la police qui espère juguler tout débordement en frappant les meneurs, la mobilisation, le déclin économique, et l'avancée des combats, diminuent les organisations et luttes sociales.

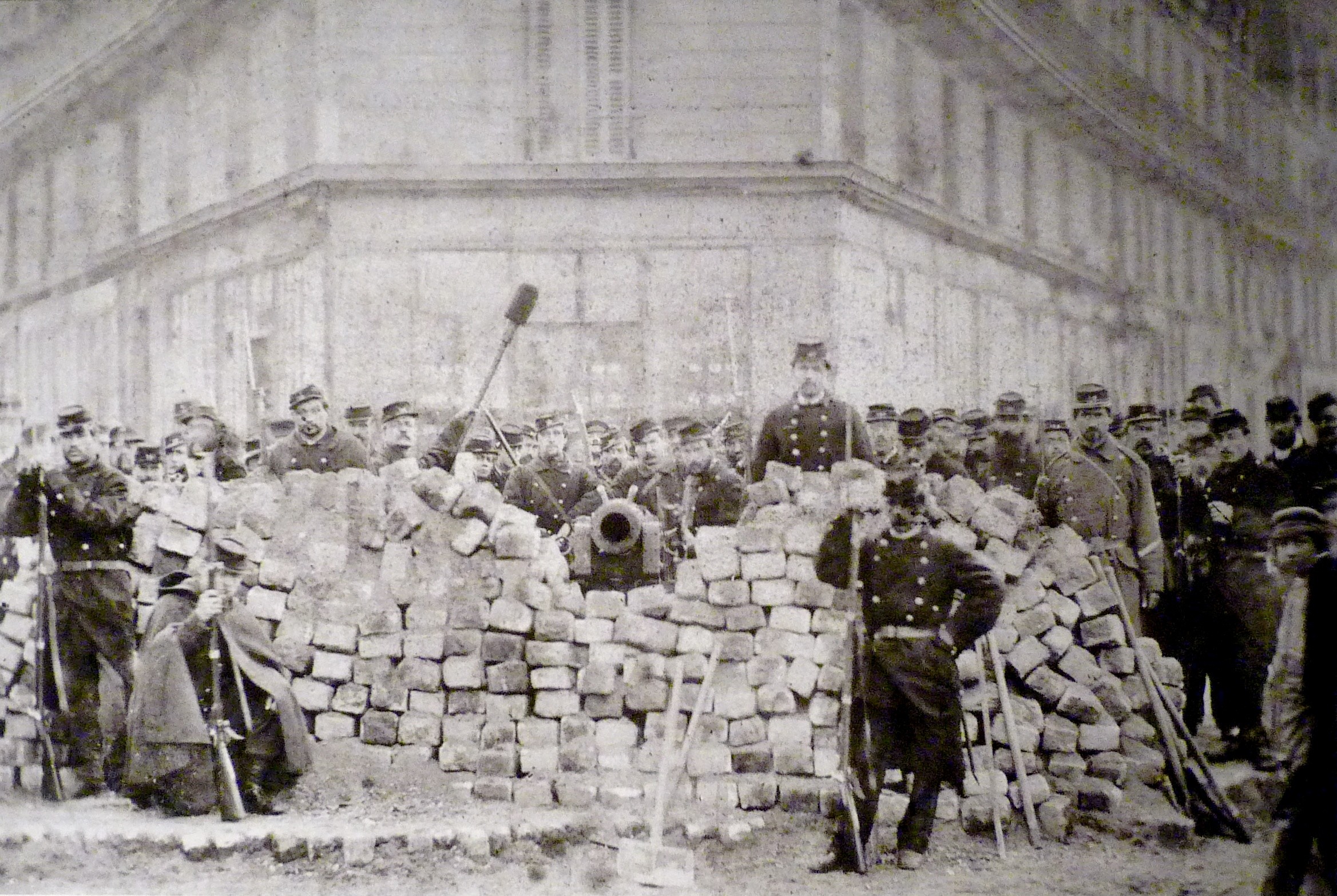
Paris, la barricade des boulevards Voltaire et Richard-Lenoir — 1871.

Mais le temps oscillant entre chaos et rébellion, le 26 septembre 1870, on relève par exemple que les idées socialistes pénètrent jusque dans les campagnes et que « quelques révolutionnaires parlent haut et fort de liquidation sociale »,. Les Autorités font état de témoignages, enregistrant de multiples illustrations d'un climat véritablement explosif,,,. Jean-Simon-Matthieu-Gustave Loiseau (1813-1878) laisse ainsi d'importantes contributions,, : conseiller général de droite au canton de Mouthe, il est alors aussi premier président de la cour impériale de Besançon durant toute la période concernée,. Il décrit ainsi : « il est certain que les proclamations de la Commune ont pénétré dans les villes et même dans les campagnes. On a constaté qu'elles rencontraient en général d'assez vives sympathies dans les classes populaires, et que ces sympathies, d'abord assez timides dans leur expansion, s'accroissaient chaque jour et se manifestaient plus ouvertement en raison de la prolongation de la résistance. Les nouvelles officielles et les dépêches du Gouvernement avaient fini par ne rencontrer qu'une incrédulité absolue. Les cris de vive la Commune ont trop souvent retenti à Besançon pour que l'on puisse douter des vœux ardents que formaient les partisans de l'Internationale pour le succès de l’insurrection, et du concours actif qu'ils lui auraient prêté sur tous les points si cette insurrection avait eu une plus longue durée à Paris, Lyon, et dans les grandes villes du Midi »,,,. Plusieurs patrons s'inquiètent également, comme Stéphane Blondeau, entrepreneur du bâtiment installé aux Chaprais, qui déclare « avoir licencié plusieurs de ses ouvriers-maçons, lesquels auraient vu avec plaisir le triomphe de la Commune, car il leur avait entendu dire voilà une nouvelle révolution et il faut que l'ouvrier travaille encore ».
Le maître-tailleur Bernard Diétrich signale : « J'ai quelques raisons de croire que les publications venant de Neuchâtel et prêchant l'adhésion à la Commune ont circulé dans les ateliers, mais il m'a été possible de me procurer cette brochure. Pendant l'insurrection du mois de mars, plusieurs de mes anciens ouvriers que j'avais renvoyés de mes ateliers pour inconduite se sont présentés chez moi dans un moment d'ivresse, je dois le dire, me disant qu'ils allaient composer un tribunal révolutionnaire et qu'ils voulaient savoir si j'étais l'ami des ouvriers et si l'on pouvait compter sur moi ». Charles-Saint-Eve, entrepreneur en serrurerie, déclare : « Dans l'ignorance où ils étaient du but auquel tendaient les révolutionnaires de la Commune, quelques ouvriers parlaient volontiers de la courageuse résistance opposée par les Républicains aux monarchistes de Versailles ». Le dirigeant d'une société de peinture et plâtrerie confirme : « Je crois que la classe ouvrière a été fortement travaillée dans ces derniers temps, et en ce qui nous concerne, nous avons remarqué que plusieurs de nos ouvriers avaient, pendant l'insurrection de Paris, une mauvaise attitude. Ils se plaignaient qu'on ne s'occupait pas assez d'améliorer le sort des travailleurs et ils laissaient entendre qu'ils verraient avec plaisir le triomphe de la Commune ».

### La Suisse en base-arrière

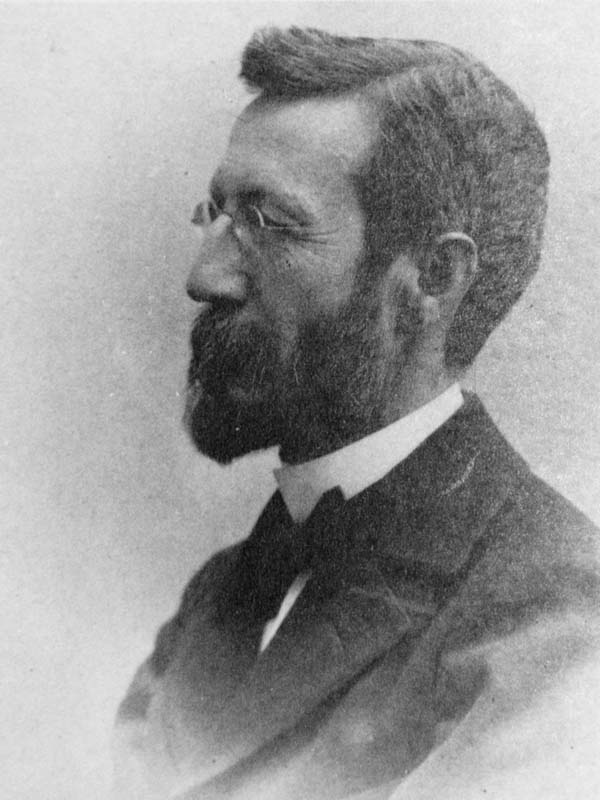
Le suisse James Guillaume, l'un des instigateurs de la Commune de Besançon — portrait, date inconnue.

Sur place, les militants de l'Internationale organisent un large mouvement de soutien aux parisiens, et multiplient les contacts afin de préparer un soulèvement armé,. Plusieurs récits assez imprécis rapportent bien que des aides extérieures ont contribué à la pénétration des idées subversives. Jules Jacquard, mécanicien de Tarragnoz, note ainsi : « J'ai vu entre les mains d'un de mes ouvriers, jeune homme qui n'est resté chez moi que peu de temps, une proclamation de la Commune. Mais la lecture de cette proclamation n'a produit aucun effet dans mon atelier. J'ai entendu dire que deux émissaires de Paris étaient venus à Besançon, mais la personne qui m'a fourni ces renseignements a ajouté qu'ils étaient repartis presque immédiatement, par ce qu'ils avaient été avertis qu'ils n'obtiendraient pas de succès ». Pierre Card, patron dans le bâtiment, abonde : « Ce que je puis vous dire pour le tenir de M. Domange, peintre rue Ronchaux à Besançon, c'est que pendant l’insurrection de Paris la classe ouvrière a été travaillée par des étrangers partisans de la Commune. » Nombre de journaux et brochures circulèrent dans la ville, les travailleurs du chemin de fer et de la Poste étant soupçonnés de complicité,,. Outre des graffitis, des textes reçus de Paris sont également exposés : « Trois exemplaires d'une proclamation de la Commune ont été affichés sur les murs de Besançon. La police les a fait arrachés, dès le matin, sous les yeux et malgré les murmures menaçants d'individus qui paraissaient chargés de leurs garder » atteste le commissaire Tamaru,. L'éventuel ralliement de la Garde nationale alarme les notables, comme le fabricant d'horlogerie Victor Girod et le patron du bâtiment Pierre Card : « Au dire d'un garde national qui a été condamné pour outrage à la gendarmerie et à l'armée, le 4e bataillon de la Garde nationale, dont il faisait partie, n'attendait qu'un signal pour aller au secours de l’insurrection »,,. Le passage de figures telles que Armand Ross, Valentin Lankiewicz, ou François Parraton, est allégué mais sans preuves, la traversée de la région entre le Jura et Paris n'ayant entraînée aucune arrestation de communards Les positions des artistes locaux sont elles aussi difficillement tracables, seul le peintre Antonin Fanart ayant assumé ses sympathies socialistes et révolutionnaires ; ainsi les supputations restent entières sur d’autres figures, comme celle du peintre Émile Isenbart, élève de Fanart et proche de Gustave Courbet,, ou du sculpteur Just Becquet, cité comme soldat à Besançon durant la période.
Néanmoins, les agitations s'étendent et s'aggravent. Fortement surveillés, certains journaux sont censurés, confisqués, suspendus, voir définitivement interdits comme le Doubs dont la suppression est prononcée le 21 avril 1971. Le peintre et rédacteur Antonin Fanart y soulignait dans l'un des derniers numéros du 19 avril : « On ne rencontre plus par nos rues que des gendarmes. Nous devons à l’indiscrétion de l’un d’entre eux de connaître le motif de ce foisonnement extraordinaire. Il paraît que le général commandant la division redouterait une émeute de la partie de la population qui s’est toujours signalée par ses votes républicains »,,. Le même jour dans le journal Le Cri du peuple, un bisontin s'exprime : « Il faudrait une étincelle pour enflammer l’enthousiasme ; j'ai cru un instant que, nous aussi, nous allions proclamer la Commune, nous étions cent-cinquante, c'était plus qu'il n'en fallait pour le premier pas ! […] On se remue activement dans le Jura, malheureusement le pays est encore envahi et cela lui ôte sa liberté d'action »,. La future Fédération jurassienne de l'AIT reste en effet particulièrement engagée auprès des Francs-Comtois, James Guillaume précisant ainsi dans son ouvrage « l’Internationale, Documents et Souvenirs » : « Dans nos montagnes, un autre plan avait été conçu. Il existait une ville française de l’Est une section de l’Internationale avec laquelle nous étions en relations. Des Internationaux de nos diverses sections, armés, auraient passé la frontière en trois ou quatre groupes, se dirigeant sur cette ville, où leur arrivée aurait coïncidé avec un soulèvement de la population ouvrière ». Mikhaïl Bakounine est alors personnellement informé des intentions qui se forment, et ne s'oppose pas à la mise en place d'un plan spécifique bien que sceptique de l'issue après l'offensive de Châtillon le 4 avril 1871.

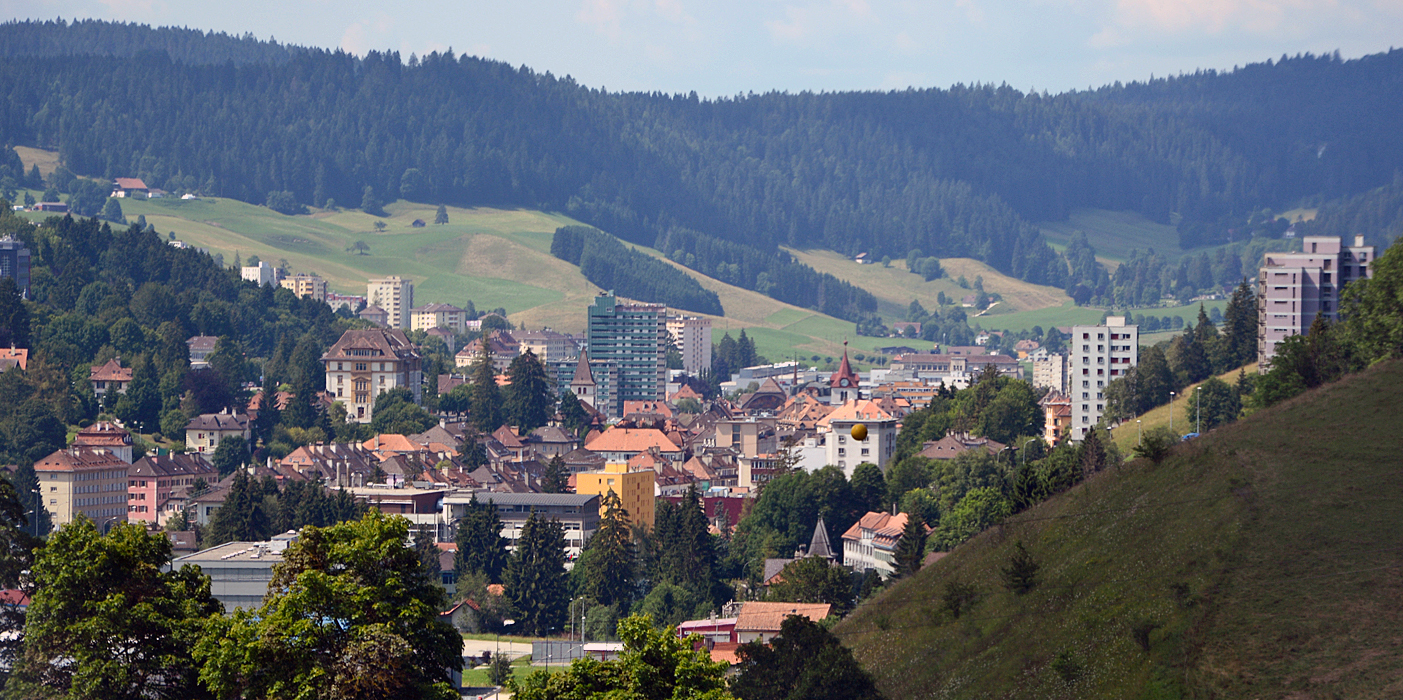
Le Locle, en Suisse — 2014.

Fin avril, il se trouve chez Adhémar Schwitzguébel à Sonvilier, où la constitution d'une colonne armée conduite par Ozerov est discutée afin de proclamer la Commune de Besançon,. Vladimir Mihajlovič Ozerov (1838-1915) fut capitaine de uhlan et officier Rouge de l'Insurrection de Janvier, par ailleurs proche de Jarosław Dąbrowski, Mikhaïl Bakounine et Nikolaï Ogarev,. Bakounine écrit : « Notre pauvre ami Ozerov s'agite fiévreusement maintenant avec les montagnards au sujet de Paris et de la France. Je tâche, et toi tâche de toutes tes forces de retenir notre ami, nos amis Ozerov et Ross, ainsi que nos amis montagnards. J'ai écrit dans ce sens hier à Adhémar Schwitzguébel ». Malgré cet appel à la modération, tout avait été cadré ; il était prévu de concentrer des hommes au Locle et de passer le Doubs et la frontière à gué, afin de rallier Besançon en deux jours par une marche forcée de 80 km. Le 19 mai 1871 James Guillaume reçoit une lettre de Bakounine pour lui dire que « Adhémar a écrit à Besançon. Il est possible qu’un ami de là vienne chez toi, soit demain samedi, soit dimanche rue du Bogne ». Le 21 mai une réunion déterminante s'amorce à Neuchâtel, incluant effectivement ce délégué bisontin,. Guillaume conclut : « En-dehors des délibérations administratives, les membres échangèrent naturellement des vues à propos du mouvement projeté. C'est alors qu'il fut décidé que [Auguste] Treyvaud et moi irions préparer le terrain ». La situation à peine tranchée et l'application concrète sur le point d'aboutir, au même moment les troupes versaillaises débutent la Semaine sanglante,.

## Abandon et suites

### La fin des barricades

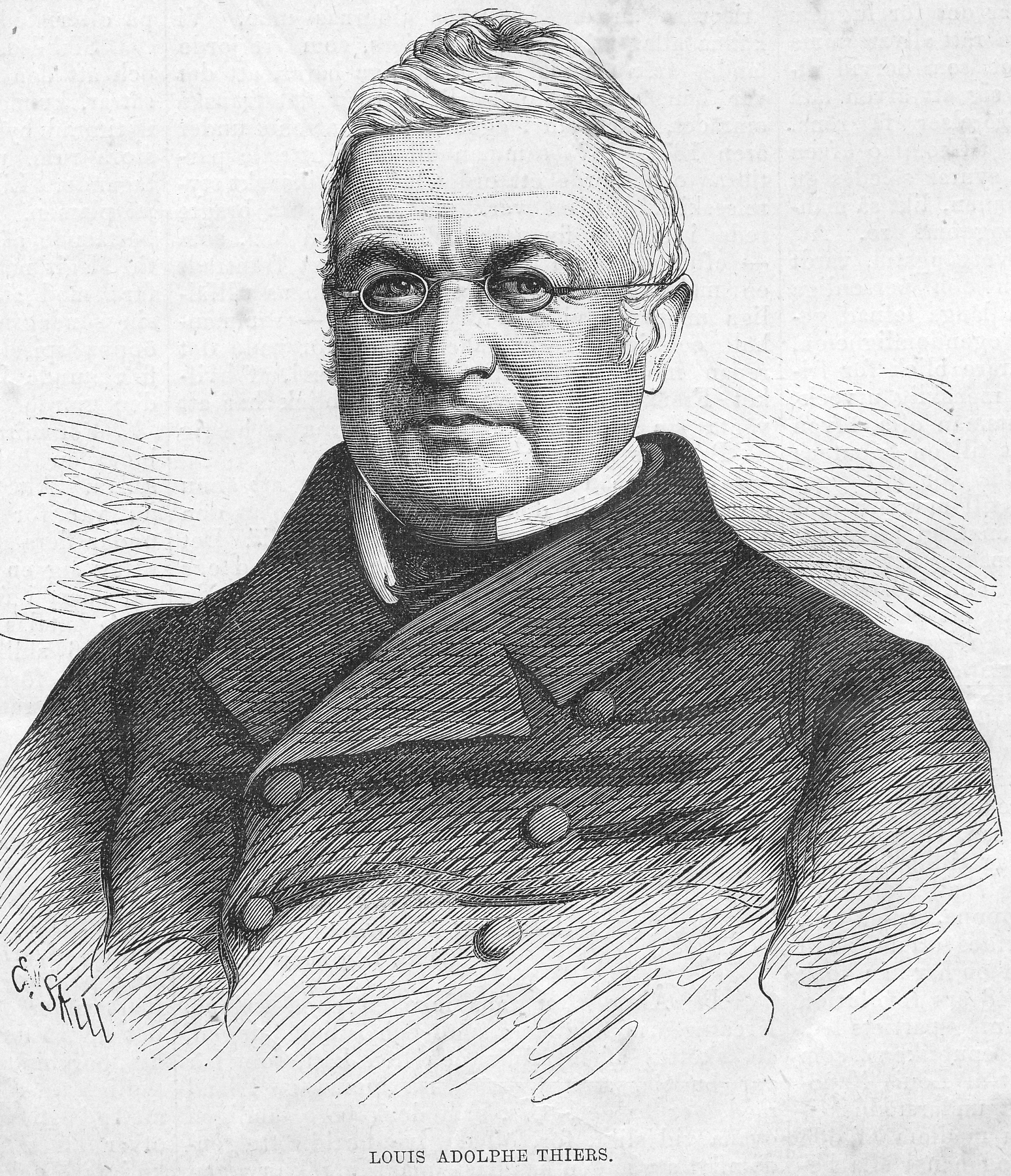
Adolphe Thiers, personnalité associée à la répression des Communes — portrait, 2013.

Le projet est ajourné, et définitivement abandonné,. Plusieurs canons de l'arsenal de Besançon s’avéreront avoir été réquisitionnés, servant aux soldats versaillais sur le front parisien,,. Les chances de réussite révolutionnaire sont toujours difficiles à évaluer, des paramètres cruciaux comme l'état d'esprit de la classe ouvrière et de la garde nationale, l'attitude de l'armée prussienne postée non-loin, ou encore la nature et le nombre exact des renforts suisses, étant incertains. Mais le dessein, autant que de voir la proclamation d'une Commune, était sans doutes aussi régit par des impératifs plus globaux, Bakounine et Paschal Grousset exhortant au soulèvement des grandes villes, tandis qu'Adolphe Thiers reconnu : « s'il eût fallu détacher quinze à vingt mille hommes de l'armée de Versailles pour contenir Lyon, Marseille, Toulouse, ou Bordeaux, jamais nous ne serions entrés dans Paris ». Cependant, en l'absence de coordination avec d'autres localités, il semble à peu près certain que la tentative se serait soldée par une reprise rapide et sanglante des loyalistes. Autre interrogation est celle de l'incarnation des orientations, partagées entre républicains, socialistes, et libertaires, qui n'a ici jamais été tranchée,. Durant les semaines suivantes, l'expression d'égards significatifs n'en fut pas moins documentée : le 29 mai 1871, le défilé de la garde mobile est accompagné des cris « vive la République » et « vive la Commune »,,. Les 23 et 24 juin, plusieurs ouvriers sont arrêtés pour avoir « excité les soldats par les propos les plus violents, contre les officiers, contre les gendarmes, contre tous ceux, en un mot, qui ont lutté avec tant d'abnégation et d'énergie contre les insurgés de Paris »,,.
Entre le 11 juillet et le 11 août, plusieurs ouvriers sont à nouveau écroués pour outrage à agent après des algarades avec la police. Quant à Séverin Robert, il défie une énième fois les Autorités en brandissant à ses fenêtres un calicot orné d'une Marianne brisant ses chaînes. Le premier anniversaire de la République est fêté le 4 septembre 1871 à Besançon, comme le relève le commissaire Tamaru : « Vers 10h30, des femmes, des hommes et des enfants parcouraient en chantant la rue Neuve-Saint-Pierre et criaient de temps en temps vive la République. Lorsqu'ils sont passés devant la caserne Saint-Pierre, des militaires sont arrivés aux fenêtres du 2e étage, en manches de chemise, et ont répondu à la foule. Celle-ci a redoublé alors et a poussé les cris de à bas Henri V, à bas les calotins, les prêtres, etc. et les militaires ont répondu par les mêmes cris. Une voix partie de la rue a dit à ces militaires : vous ne tirerez jamais sur le peuple, le cas échéant, nous sommes frères, n'est-ce pas ? oh non, jamais, jamais, vive la République, ont répondu les autres, et le cri vive la République a encore été répété ». Le secrétaire général de la Préfecture cite la persistance des idées communardes au sein du milieu ouvrier local, confirmant que des réunions de membres et sympathisants avaient régulièrement lieu « dans une chambre située au fond de la cour de la maison Wolff-Picard ».
Il apparaît que les Bisontins croyaient en une possible résurgence de la Commune, comme le laisse entendre un manifeste clandestin publié dans le Courrier franc-comtois,,. Les groupes et formations étaient en tout cas maintenues, un rapport de police datant du 19 février 1872 développant des liens entre l'internationale de Montpellier et de Besançon alors qu'une demande préfectorale de l'ouvrier-horloger Denizet stipule vouloir « obtenir l'autorisation d'organiser une société de secours mutuels, mais dont le but réel serait d'encourager les grèves en soutenant les ouvriers dans les luttes qu'ils entreprennent dès maintenant contre leurs patrons. » Le commissaire Tamaru y voit un retour de l'Internationale, déployé selon les doctrines jurassiennes qui exclut l'usage du parti politique. Bakounine mentionnait en effet le 23 août 1872 la visite du « besançonnais » Fr. Bernard à La Chaux-de-Fonds alors que la section venait de régler la cotisation de ses 65 membres signifiant son adhésion au congrès de Saint-Imier,,,. Le maire Louis-Joseph Fernier est démissionnaire en mars 1872 après avoir été élu député,, Gustave Oudet lui succédant à cette date jusqu'en 1881,. Au bout d'un peu moins de trois années de service semble t-il pondéré, le préfet de Cardon de Sandrans est également remplacé le 19 décembre 1873 par Albert Gigot.

### Héritage

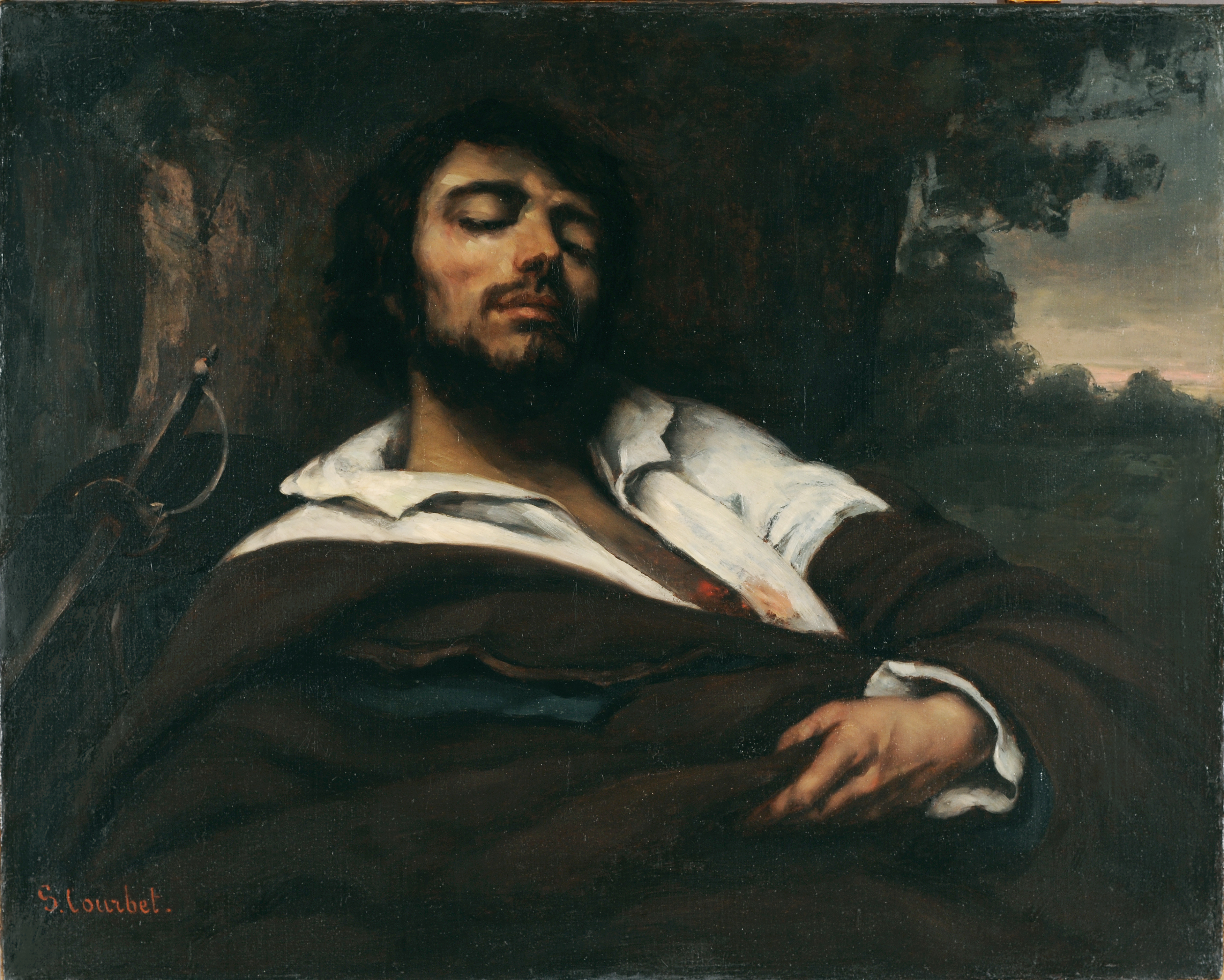
Le peintre comtois Gustave Courbet, figure de la Commune de Paris — autoportrait, 1866.

Rapidement le souffle révolutionnaire s'estompa. Quelques contacts sont maintenus entre Besançon et les anarchistes, notamment à travers Pierre Kropotkine et le mécanicien collectiviste Ballivet. Toutefois en 1875 plus aucun comtois n'est abonné au bulletin de la Fédération jurassienne, le dernier ayant été Nestor Crevoiserat en 1874. Oscar Testut écrit le 27 septembre 1875 au sujet des horlogers de la cité : « Tout s'est réduit depuis 1871 à quelques demandes individuelles de renseignements adressés à la section du District de Courtelary, actuellement siège de cette Fédération régionale des ouvriers-graveurs et guillocheurs de la Suisse. » Les protagonistes de cette Commune de Besançon inachevée sont, pour leur majorité, restés dans la ville, certains s'installant comme artisans indépendants. Un nouveau syndicat est certes créé en 1875, mais il s'agit d'une structure mixte entre patrons et ouvriers-horlogers complètement détachée de l'esprit de l'AIT ; avec le concours d'Adrien Graizely cette organisation redeviendra exclusivement salariale dès la fin 1876, tout en demeurant sous l'égide d'une vision légaliste et réformiste.
Plusieurs personnalités de la ville se sont illustrées lors de la Commune de Paris, en particulier Pierre-Joseph Proudhon, dont les partisans ont eu une influence notable, ou Victor Hugo, réprouvant la coercition d'État et exigeant une amnistie totale. Quant aux engagés les plus directs ils subissent répressions et ostracismes, mais quelques-uns parviennent à fuir en Suisse comme le peintre comtois Gustave Courbet. Robert Fernier, fondateur de « l’Association des Amis de Gustave Courbet », toujours active en 2022, est d'ailleurs à l'origine du Musée Courbet d'Ornans. Devenu un symbole de probité révolutionnaire, l'artiste est régulièrement cité durant les mouvements sociaux comme celui des gilets jaunes qui lui ont rendu de multiples hommages en réhabilitant sa sépulture, lors d'une manifestation nocturne en 2019,, ou en marge de recueillements en 2021.

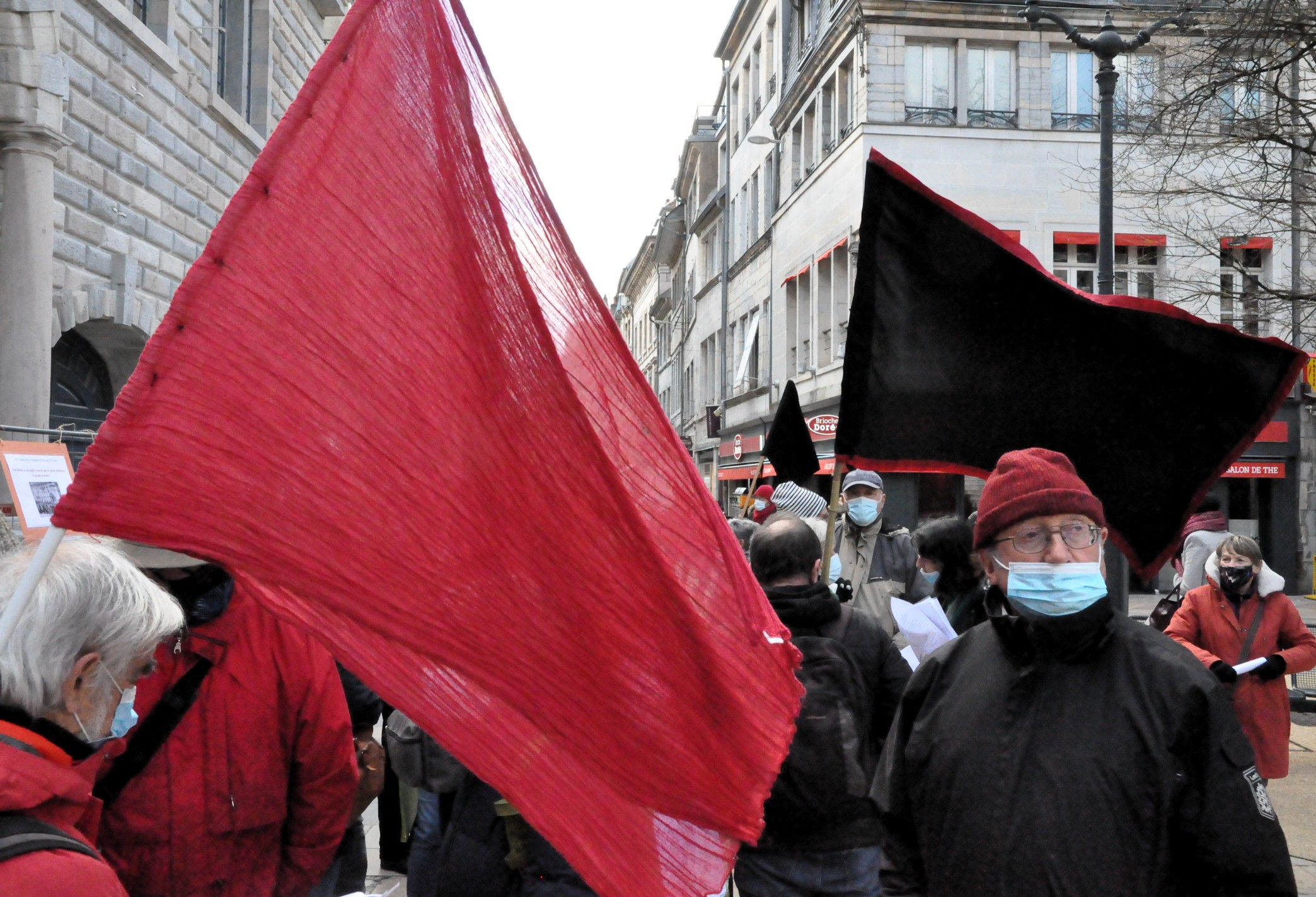
Drapeaux rouge et noir à Besançon, lors du 150e anniversaire de la Commune — 2021.

D'autres, encore, revisitent les chansons de la Commune, notamment à travers une chorale antimilitariste chaque 11 novembre, ; le 18 mars 2021 pour la commémoration des 150 ans du soulèvement de Paris, ce même ensemble musical organise une manifestation place du 8-Septembre,,. En outre des rencontres et événements sont régulièrement proposés, notamment sous l'égide de l'association Les Amies et Amis de la Commune de Paris 1871 et la librairie « l’Autodidacte » de la Fédération anarchiste. L'épisode de la Commune de Besançon aura peu de retentissement concret, mais influe sur l'élaboration d'une identité politique locale marquée, les tendances électorales affirmant dès lors nettement, jusqu'à nos jours, un choix presque systématique des républicains modérés, radicaux de gauche, et autres socialistes,,.